# Ratpenat de sacs alars petit
El ratpenat de sacs alars petit (Peropteryx macrotis) és una espècie de ratpenat de la família dels embal·lonúrids que viu a Sud-amèrica i Centreamèrica.